# Imolese Calcio 1919
Imolese Calcio 1919 (wł. Imolese Calcio 1919) – włoski klub piłkarski, mający siedzibę w mieście Imola, w środkowej części kraju, grający w rozgrywkach Serie D.

## Historia
Chronologia nazw:
- 1919: Imola Football Club
- 1925: Unione Sportiva Imolese
- 1935: klub rozwiązano
- 1936: Gruppo Sportivo Imolese "Francesco Zardi"
- 1949: Gruppo Sportivo Imolese
- 1963: Associazione Calcio Imola
- 1990: Associazione Sportiva Imola Calcio
- 1997: Associazione Calcio Imolese
- 2008: klub rozwiązano
- 2008: Imolese Calcio 1919 Società Sportiva Dilettantistica a r.l.
- 2018: Imolese Calcio 1919 S.r.l.

Klub sportowy Imola FC został założony w miejscowości Imola w czerwcu 1919 roku. Początkowo zespół rozgrywał mecze towarzyskie. Dopiero w 1925 z nazwą US Imolese dołączył do FIGC i w sezonie 1925/26 debiutował w rozgrywkach Terza Divisione Emiliana (D3). Po reorganizacji systemu ligi w 1926 i wprowadzeniu najwyższej klasy, zwanej Divisione Nazionale poziom Terza Divisione został obniżony do czwartego stopnia. W sezonie 1928/29 zajął drugie miejsce w grupie B Terza Divisione Emiliana i awansował do Seconda Divisione. W sezonie 1929/30 po podziale najwyższej dywizji na Serie A i Serie B poziom Seconda Divisione został zdegradowany do czwartego stopnia. W 1934 roku klub awansował do Prima Divisione. W sezonie 1935/36 jako trzeci poziom została wprowadzona Serie C, a Prima Divisione spadła do czwartego poziomu. Ale klub zrezygnował z dalszych występów w Prima Divisione i został rozwiązany.
W 1936 klub został reaktywowany jako GS Imolese "Francesco Zardi" i w sezonie 1936/37 startował w mistrzostwach Prima Divisione Emiliana. W 1940 uzyskał awans do Serie C. W 1943 roku z powodu II wojny światowej mistrzostwa zostały zawieszone, a zespół potem brał udział w Torneo di Guerra Alta Italia.
Po zakończeniu II wojny światowej, klub wznowił działalność w 1945 roku i został zakwalifikowany do Serie C Alta Italia. W 1948 roku po reorganizacji systemu lig klub został zdegradowany do Promozione. W 1949 klub skrócił nazwę do GS Imolese i wrócił do Serie C, ale po roku spadł z powrotem do Promozione. W 1951 został zdegradowany do Prima Divisione Emilia-Romagna (D5). W 1952 po kolejnej reorganizacji systemu lig klub zakwalifikował się do nowej Promozione Emilia-Romagna (D5), która w 1957 zmieniła nazwę na Campionato Dilettanti Emilia-Romagna. W 1959 klub otrzymał promocję do Serie D. W 1963 zmienił nazwę na AC Imola, a w 1969 awansował do Serie C. W 1972 spadł do Serie D, a w 1974 do Promozione Emilia-Romagna, ale po roku wrócił do Serie D. Przed rozpoczęciem sezonu 1978/79 Serie C została podzielona na dwie dywizje: Serie C1 i Serie C2, wskutek czego poziom Serie D został obniżony do piątego poziomu. W 1981 Serie D zmieniła nazwę na Campionato Interregionale. W 1983 zespół został zdegradowany do Promozione Emilia-Romagna (D6). W 1988 powrócił do Campionato Interregionale. W sezonie 1989/90 zespół zwyciężył w grupie F Campionato Interregionale, a potem wygrał baraże play-off. Jednak zrezygnował z awansu do Serie C2 z powodu niewypłacalności. W 1990 klub zmienił nazwę na AS Imola Calcio, a w 1992 znów został zdegradowany, tym razem do Eccellenza Emilia-Romagna (D6). W 1994 otrzymał promocję do Campionato Nazionale Dilettanti, a rok później do Serie C2, jednak w 1996 spadł z powrotem do Campionato Nazionale Dilettanti. W 1997 klub przyjął nazwę AC Imolese. W 1999 ponownie awansował do Serie C2. Po zakończeniu sezonu 2004/05 klub został wykluczony z Serie C2 z powodu nieprawidłowości budżetowych. 
Latem 2005, przy wsparciu gminy Imola, powstał nowy klub o nazwie Imolese Calcio 1919 SSD a r.l., który przejął sektor młodzieżowy AC Imolese. AC Imolese rozpoczął występy od mistrzostw Eccellenza Emilia-Romagna (D6). W 2006 został zdegradowany na rok do Promozione Emilia-Romagna. W 2008 roku AC Imolese znów został wykluczony z ligi na poziomie federalnym. Stowarzyszenie Imolese Calcio 1919 SSD r.l. wykupił kompleks firmowy poprzednika, przejmując jego tytuł sportowy i utrzymując miejsce w lidze. W 2013 klub po wygranych barażach został promowany do Serie D. Przed rozpoczęciem sezonu 2014/15 wprowadzono reformę systemy lig, wskutek czego Serie D awansowała na czwarty poziom. W sezonie 2017/18 zajął drugie miejsce w grupie D Serie D, a potem wygrał baraże o awans do Serie C. W 2018 klub przekształcił nazwę na Imolese Calcio 1919 S.r.l.

## Barwy klubowe, strój
|  |  |

Klub ma barwy niebiesko-czerwone. Zawodnicy domowe spotkania zazwyczaj grają w pasiastych pionowo niebiesko-czerwonych koszulkach, niebieskich spodenkach oraz niebieskich getrach.

## Sukcesy

### Trofea międzynarodowe
Nie uczestniczył w rozgrywkach europejskich (stan na 31-05-2020).

### Trofea krajowe
| \| \| Zdobyte trofea w rozgrywkach Włoch (stan na: 31-05-2021) \| |                                                          |      |                  |
| Rozgrywki                                                         | Osiągnięcie                                              | Razy | Sezon(y)         |
| · Mistrzostwo                                                     | I miejsce                                                | 0    |                  |
| · Mistrzostwo                                                     | II miejsce                                               | 0    |                  |
| · Mistrzostwo                                                     | III miejsce                                              | 0    |                  |
| · Puchar                                                          | zdobywca                                                 | 0    |                  |
| · Puchar                                                          | finalista                                                | 0    |                  |
| · Puchar                                                          | 1/32 finału                                              | 2    | 1926/27, 2019/20 |
| II liga                                                           | I miejsce                                                | 0    |                  |
| II liga                                                           | II miejsce                                               | 0    |                  |
| II liga                                                           | III miejsce                                              | 0    |                  |
| Włochy                                                            | Zdobyte trofea w rozgrywkach Włoch (stan na: 31-05-2021) |      |                  |

- Serie C (D3):
  - 3.miejsce (1x): 2018/19 (B)

- Serie D (D4):
  - mistrz (1x): 1968/69 (D)

- Coppa Italia Dilettanti:
  - finalista (1x): 1992/93

## Struktura klubu

### Stadion
Klub piłkarski rozgrywa swoje mecze domowe na Stadio Romeo Galli w mieście Imola o pojemności 1,5 tys. widzów.

### Derby
- Calcio Castel San Pietro Terme
- FC Forlì
- Ravenna FC 1913
- Rimini FC